# Cees van der Vliet
Cees van der Vliet (Beilen, ca. 1944) is een Nederlands politicus van de ARP en later het CDA.
Hij is afgestudeerd in de rechten en was hoofdcommies op de secretarie van de gemeente Haarlem voor hij in december 1975 benoemd werd tot burgemeester van de toenmalige Groningse gemeente Ulrum. In 1988 volgde zijn benoeming tot burgemeester van de Gelderse gemeente Valburg. Op 1 januari 2001 ging die gemeente op in de nieuwe gemeente Overbetuwe in welk jaar hij waarnemend burgemeester werd van Angerlo welke functie hij vervulde tot die gemeente op 1 januari 2005 opging in de naburige gemeente Zevenaar. Van september 2007 tot mei 2008 was hij waarnemend burgemeester van Heerde.